# Pasewalk
Pasewalk je město v zemském okrese Přední Pomořansko-Greifswald v německé spolkové zemi Meklenbursko-Přední Pomořansko. V roce 2015 zde žilo 10 535 obyvatel.

## Poloha
Město leží na východním břehu řeky Uecker. Sousední obce jsou: Fahrenwalde, Jatznick, Krugsdorf, Papendorf, Polzow, Rollwitz, Schönwalde a Viereck.

## Historie
Město patrně vzniklo už v 11. století, se slovanským jménem Pozduvolc a krátce po roce 1250 získalo městská práva. Skládalo se z dolního města s kostelem sv. Mikuláše (poprvé zmíněn roku 1176) a horního města německých kolonistů s kostelem P. Marie. Obyvatelé se živili zemědělstvím a obchodem. Ve 14. století si město postavilo hradby a roku 1535 po velkých nepokojích přijalo reformaci. Za třicetileté války je nejprve dobyli Švédové a roku 1630 císařští, kteří město těžce zpustošili.
Roku 1720 město připadlo Prusku, které podporovalo jeho obnovu a usídlilo zde francouzské exulanty-hugenoty. Ti v kraji zavedli pěstování tabáku a město se stalo tržištěm tabákových listů. Po roce 1812 přicházeli do Pasewalku polští a ruští Židé, kteří si zde roku 1834 postavili synagogu. Od roku 1825 začalo budování silnic a Pasewalk se stal křižovatkou poštovních spojů, od roku 1863 také železničních (trati Berlín – Stralsund a Lübeck – Štětín). Roku 1900 překročil počet obyvatel 10 tisíc a v roce 1918 se zde léčil Adolf Hitler z následků otravy yperitem.

## Pamětihodnosti
- Kostel svatého Mikuláše, gotická cihlová stavba s příční lodí na románských žulových základech. Věž, poškozená v roce 1945, má jen jednoduchou střechu.
- Kostel Panny Marie, trojlodní cihelná halová stavba s mohutnou věží v průčelí. Věž byla v roce 1984 stržena a obnovena v letech 1989-1994.
- Zbytky středověkých hradeb se dvěma branami (Mlýnská a Prenzlauská brána) a dvěma věžemi (Prašná a Kiek in de Mark).
- Renesanční lovecký zámeček ze 16. století.
- Bývalé lokomotivní depo, proměněné v železniční muzeum Pomerania s řadou historických lokomotiv a wagonů.

## Galerie

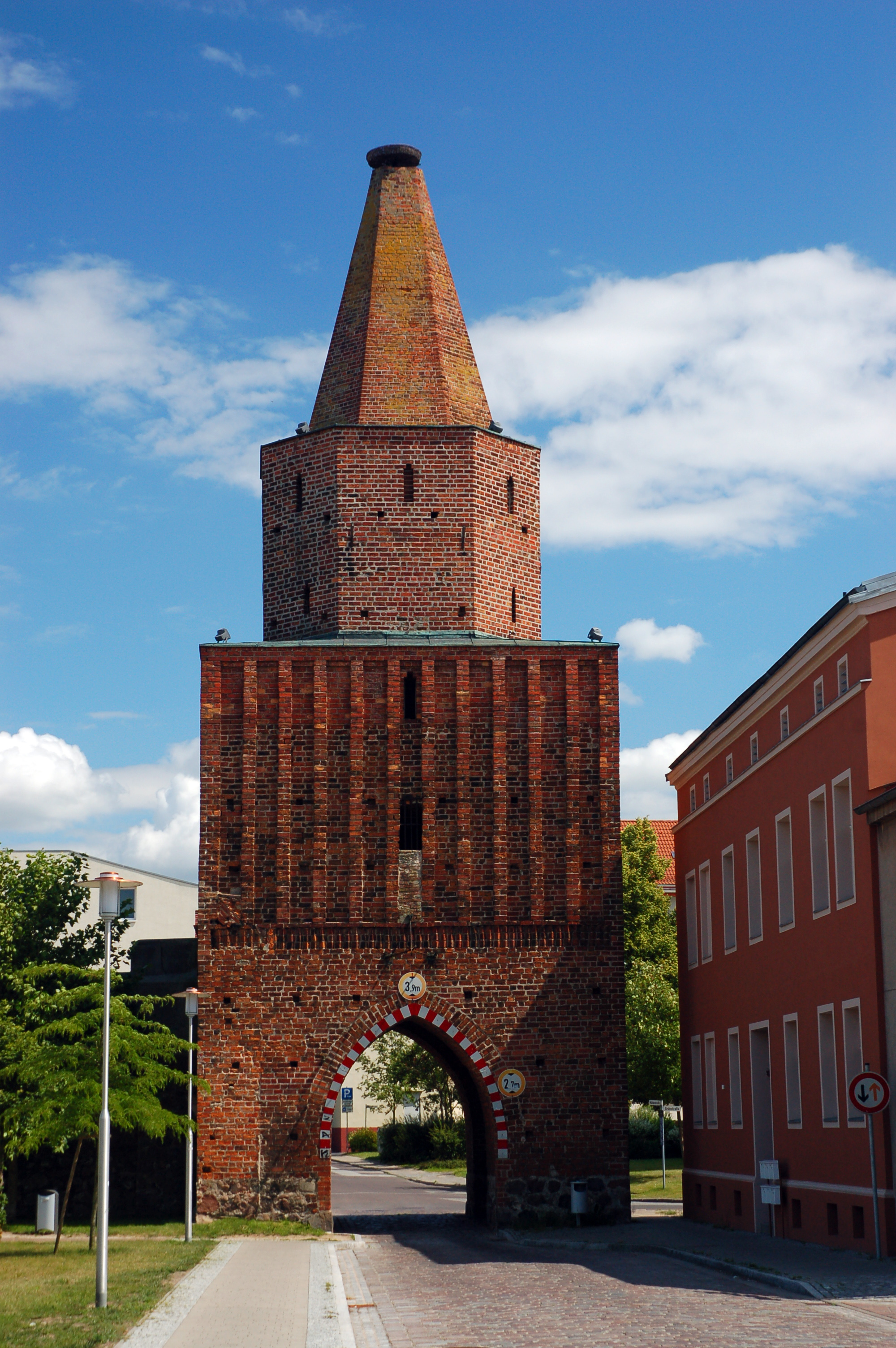
Mlýnská brána
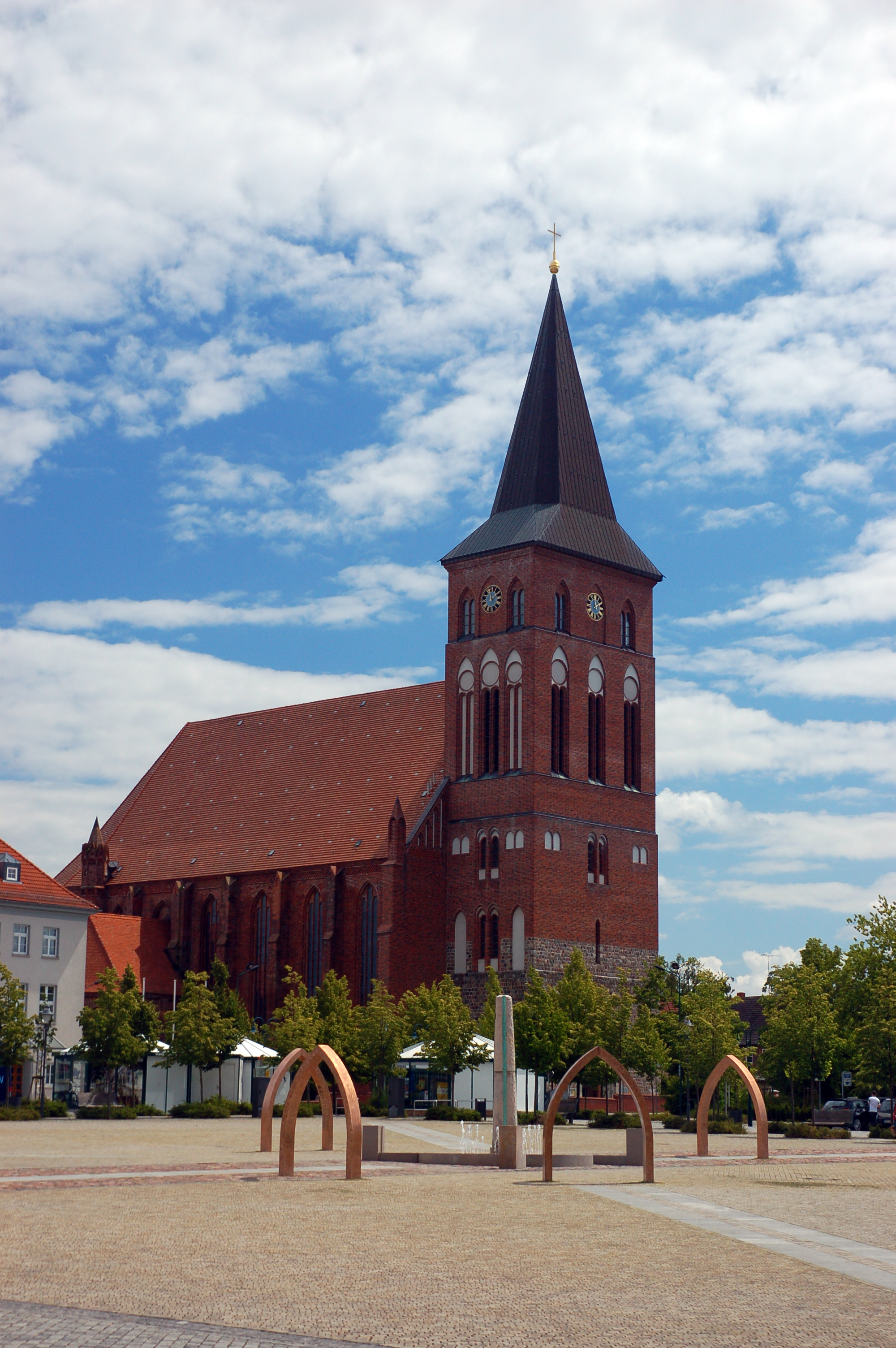
Náměstí s kostelem P. Marie
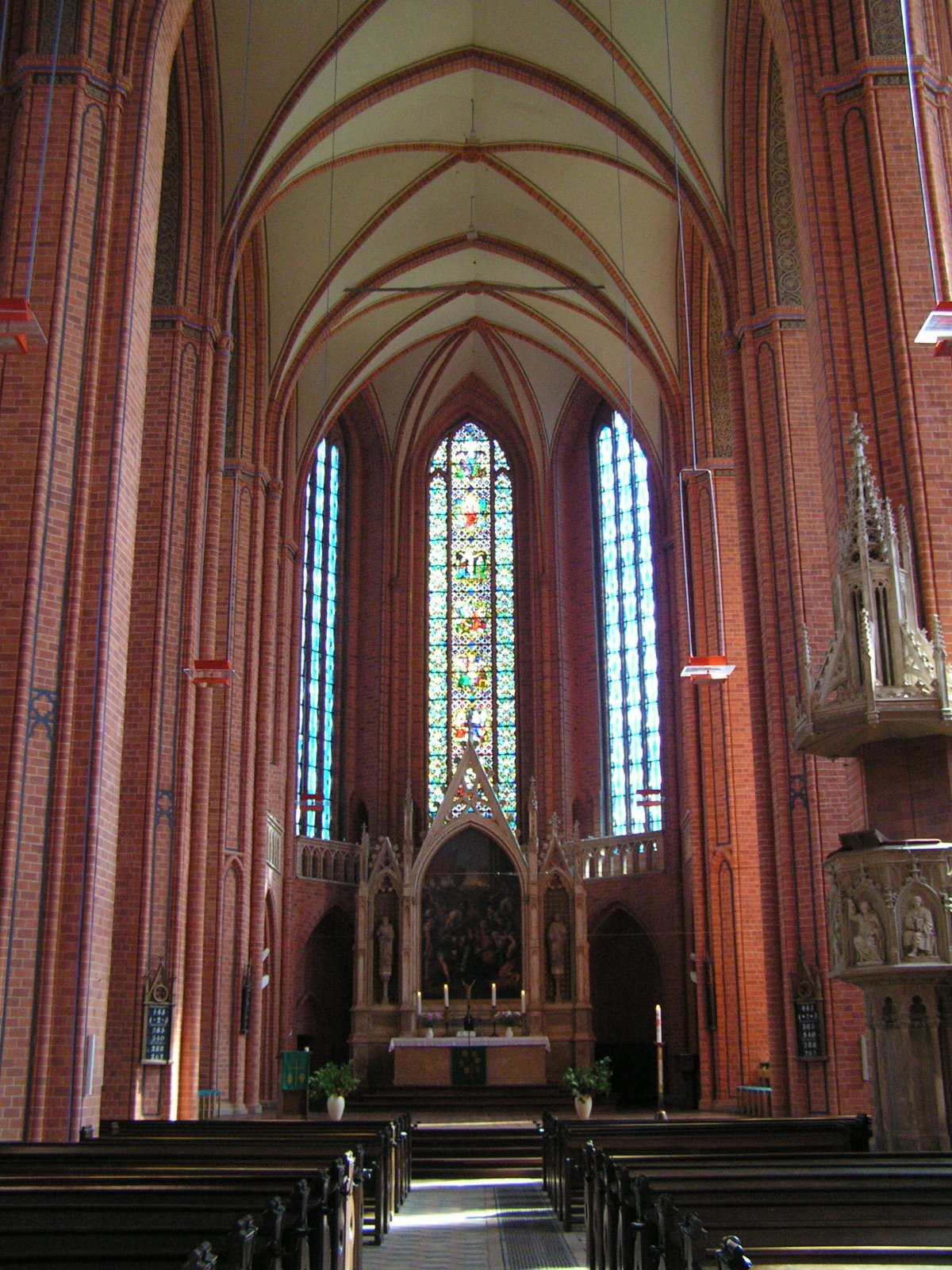
Kostel P. Marie, vnitřek
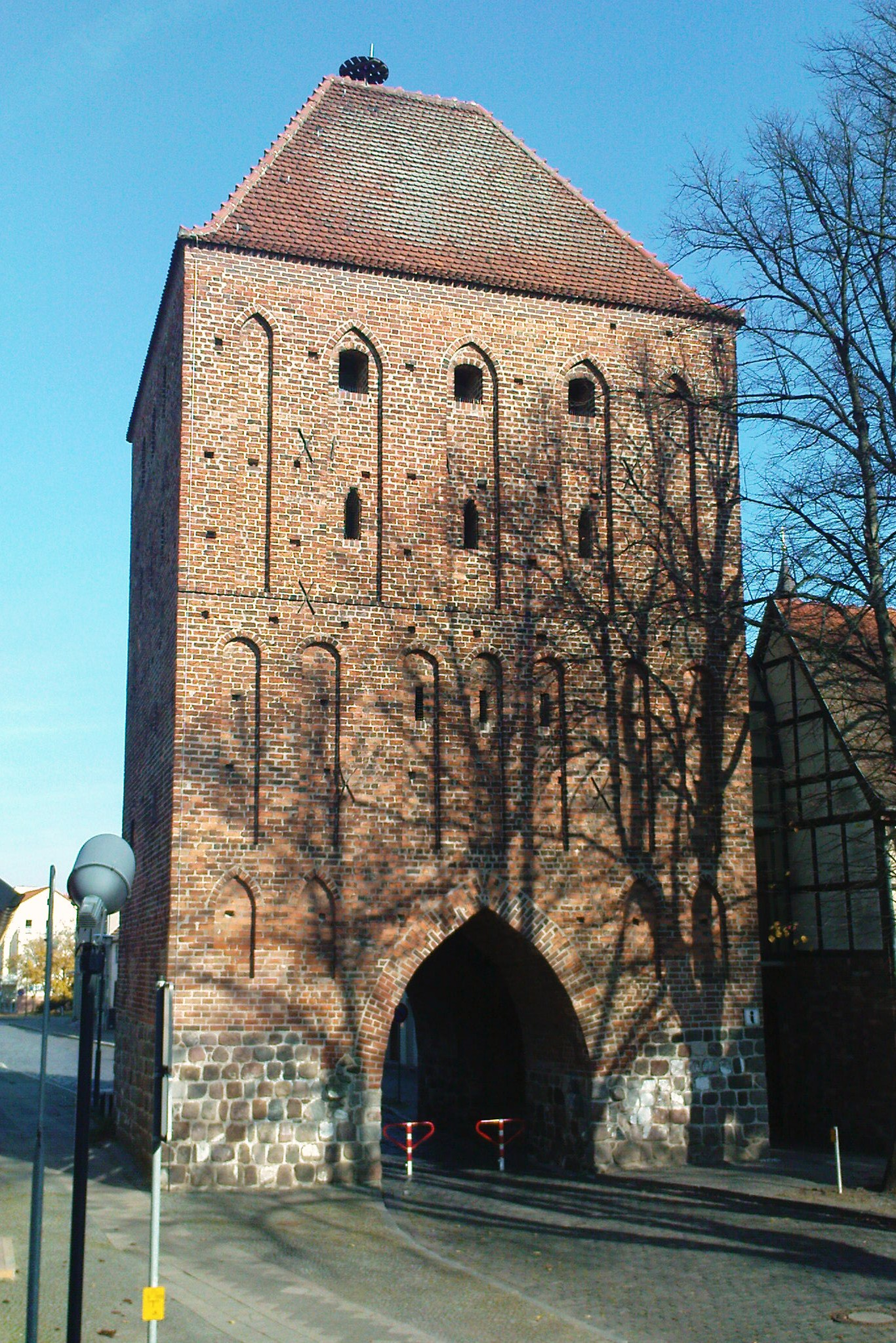
Prenzlauer Tor
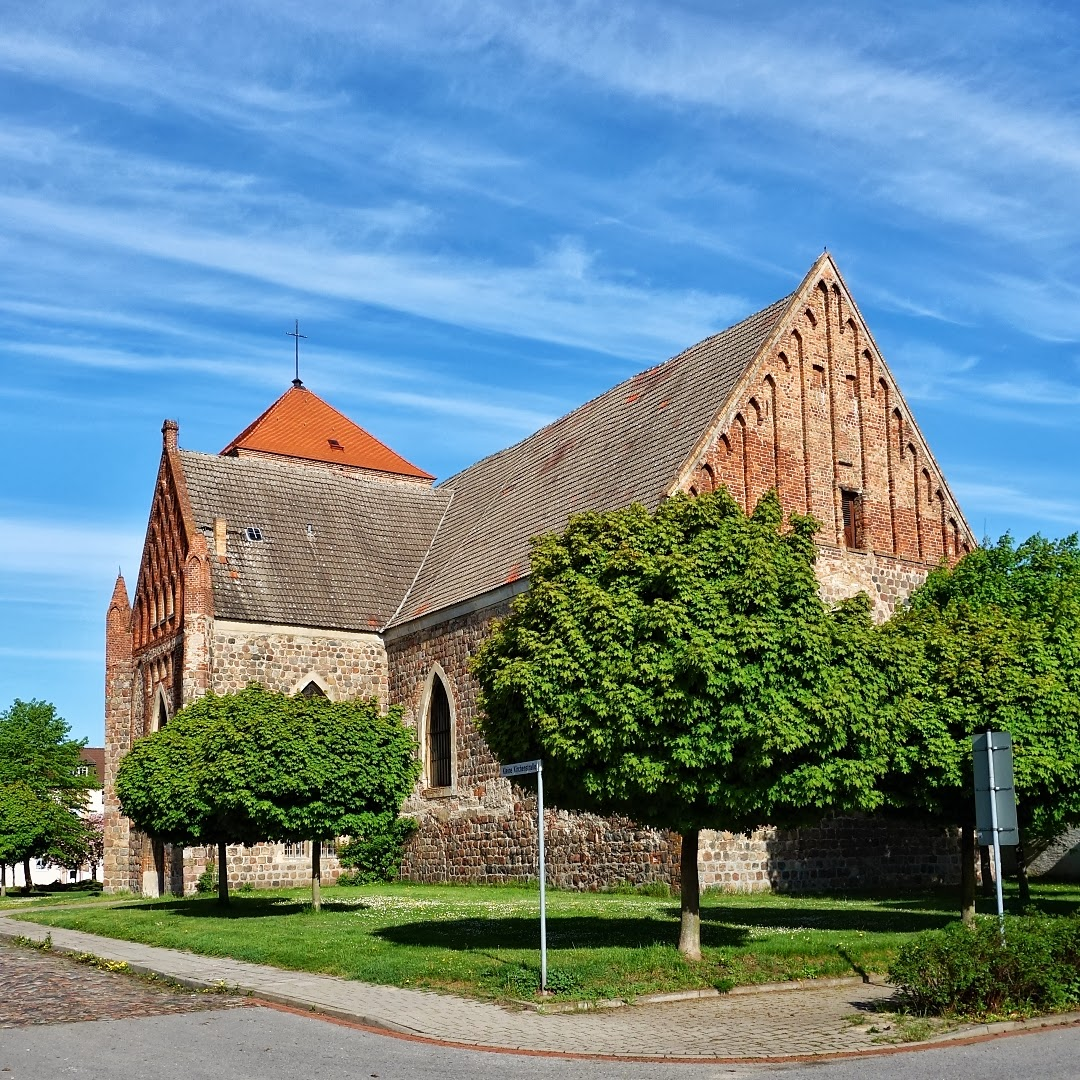
Kostel sv. Mikuláše